# ايروسباسيال أس إيه 330 بوما
أس إيه 330 بوما (بالإنجليزية: Aérospatiale SA 330 Puma)‏ طائرة مروحية للخدمات والنقل المتوسط، ذات محركين واربع ريش أنتجت في 1968. تستخدم بشكل أساسي من قبل القوات البرية الفرنسية. كان أول طيران لها في 15 أبريل 1965. ومازالت في الخدمة حتى الآن. صنع منها 697 طائرة.
تم تصنيع بوما في الأصل من قبل سود للطيران من فرنسا، واستمر إنتاجها من قبل ايروسباسيال. كما تم الترخيص لتجميعها في بوما في رومانيا باسم (IAR 330). حققت بوما نجاح تجاريا كبيرا، سرعان ما أدى إلي تطوير نماذج أكثر تقدما مثل إيه أس 332 سوبر بوما وكوغار إيه أس 532، والتي تصنع من قبل شركة يوروكوبتر منذ وقت مبكر من التسعينات.

## المستخدمون
- القوات البرية الفرنسية
- القوات الجوية الإسبانية
- القوات الجوية الألمانية
- القوات الجوية المغربية
- سلاح الجو الملكي
- القوات الجوية اللبنانية

## مواصفات (SA 330H Puma)
المعلومات من Jane's All The World's Aircraft 1976-77
الخصائص العامة
- طاقم: 3
- السعة: 16 passengers
- الطول: 18.15 m (59 ft 6½ in)
- قطر الدوار: 15.00 m (49 ft 2½ in)
- إرتفاع: 5.14 m (16 ft 10½ in)
- دوار مساحتة: 177.0 m² (1,905 ft²)
- الوزن فارغة: 3,536 kg (7,795 lb)
- وزن الإقلاع الأقصى: 7,000 kg (15,430 lb)
- محركات: 2× Turbomeca Turmo IVC محرك عمود دوران توربيني, 1,175 kW (1,575 hp)  الواحد

 الأداء 
- لم تتجاوز سرعة: 273 km/h (147 knots, 169 mph)
- السرعة القصوى: 257 km/h (138 knots, 159 mph)
- سرعة كروز: 248 km/h (134 knots, 154 mph) econ cruise
- المدى: 580 km (313 nm, 360 mi)
- سقف الخدمة: 4,800 m (15,750 ft)
- معدل الصعود: 7.1 m/s (1,400 ft/min)

التسليح

- رشاشات:
  - Coaxial 7.62 mm (0.30 in) رشاش
  - Side-firing 20 mm (0.787 in) مدفع آلي
- Various others